# Saint-Romain-le-Preux
Saint-Romain-le-Preux là một xã của Pháp,tọa lạc ở tỉnh Yonne trong vùng Bourgogne.

## Thông tin nhân khẩu
| Năm | 1962 | 1968 | 1975 | 1982 | 1990 | 1999 |
| --- | ---- | ---- | ---- | ---- | ---- | ---- |
| Dân số | 169  | 187  | 161  | 164  | 137  | 153  |
| From the year 1962 on: No double counting—residents of multiple communes (e.g. students and military personnel) are counted only once. |      |      |      |      |      |      |